# Kollwitzstraße 16 (Esslingen)

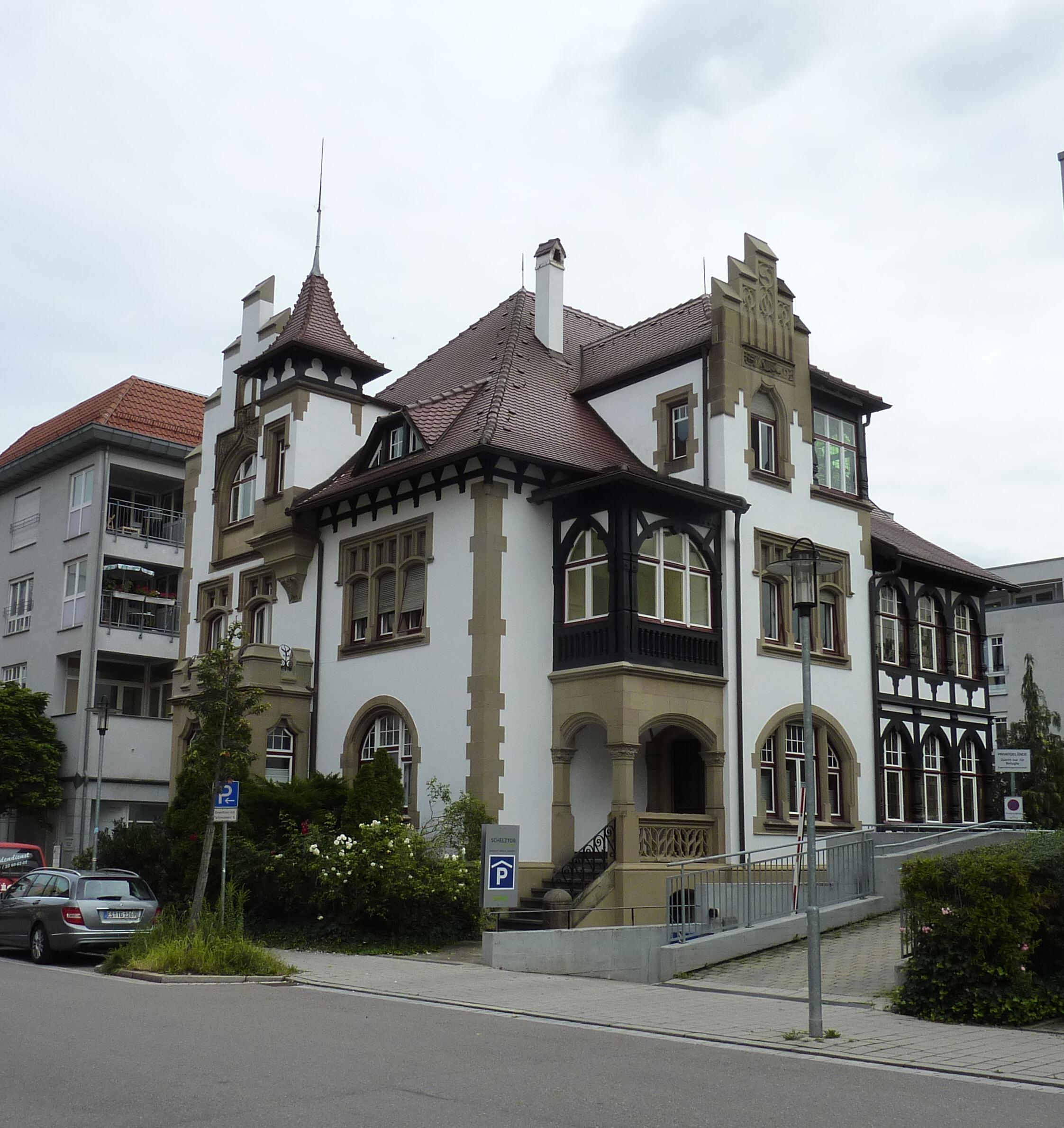
Kollwitzstraße 16

Das Wohnhaus Kollwitzstraße 16 in Esslingen am Neckar ist eine historistische ehemalige Fabrikantenvilla.

## Geschichte und Beschreibung
Die Villa wurde im Jahr 1903 für den Fabrikanten Josef Leinen gebaut. Leinen beauftragte mit Hermann Falch denselben Architekten, der zwei Jahre später auch das Fabrikgebäude des Unternehmens Boley & Leinen planen sollte. Die Villa weist neogotische Bauelemente und Zitate der Burgenarchitektur auf. So besitzt sie einen Staffelgiebel, Vorhangbogenfenster und am Altan des Standerkers auch Zinnen. An der Südostecke auf der Rückseite der Villa befindet sich eine Fachwerkveranda mit bunten Jugendstilfenstern mit Blumenmotiven. Original erhalten sind bauplastische Elemente wie eine Eulenfigur unter dem Erker, das Blendmaßwerk in den Treppengiebeln und das geschnitzte Türblatt, das mit Drachenköpfen verziert ist.